# Château Mirabell
Le château Mirabell (en allemand : Schloss Mirabell) est un palais de style baroque situé dans la ville de Salzbourg, en Autriche. Situé dans la vieille ville, le bâtiment est classé au patrimoine mondial de l'Unesco.

## Historique

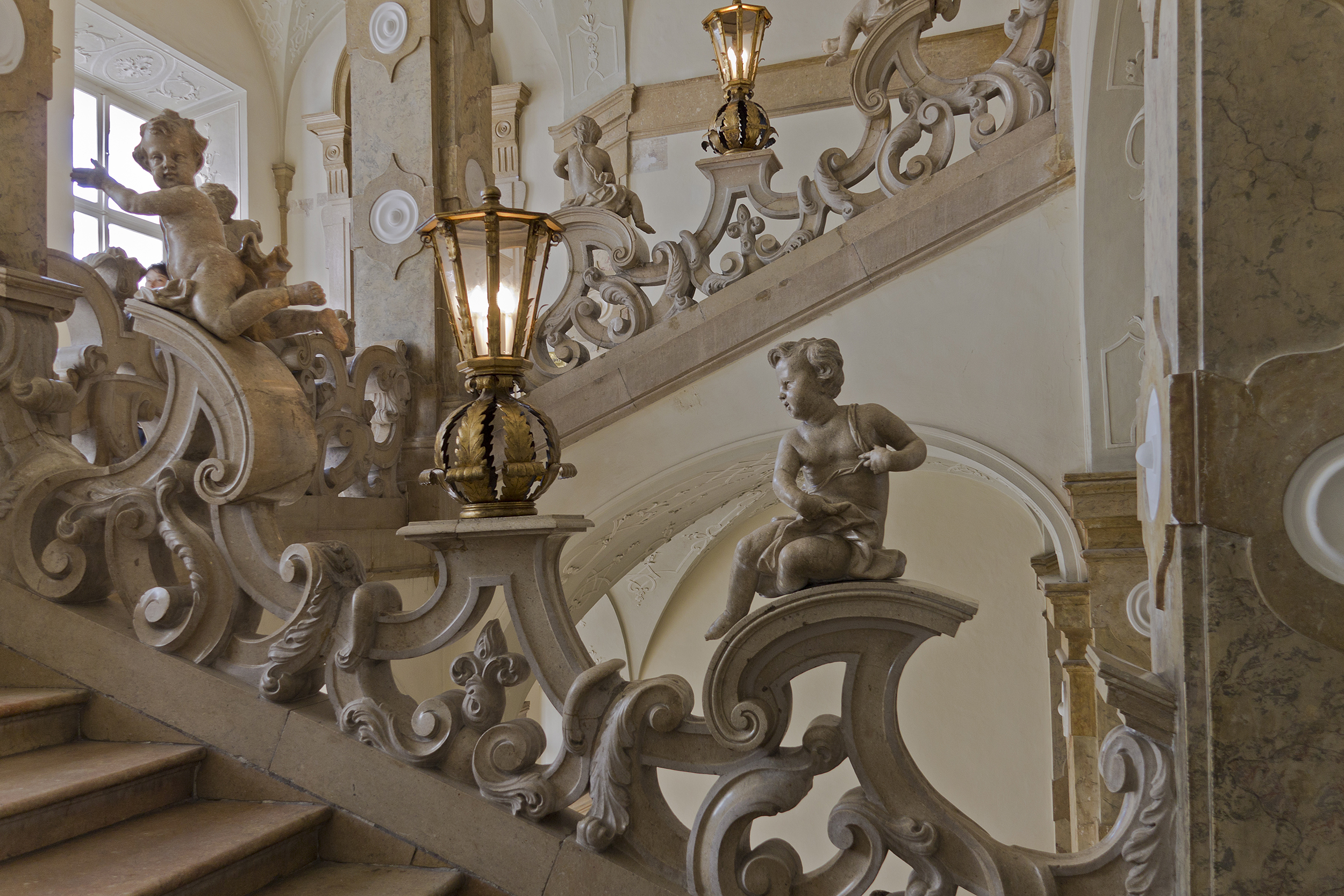
La cage d'escalier.

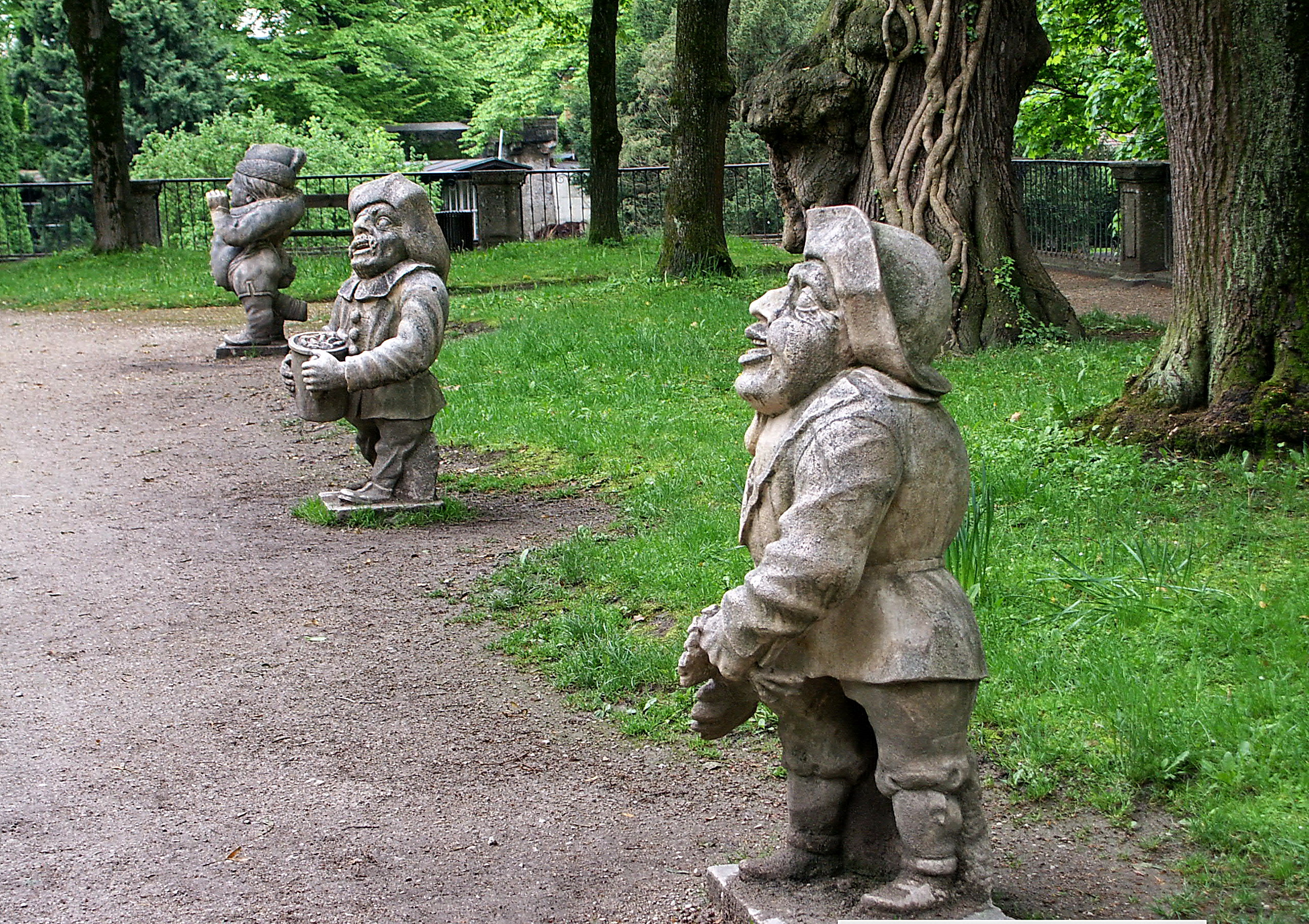
Quelques statues du jardin des nains.

Le château se trouve sur la rive droite de la Salzach, dans le nord-est du centre-ville de Salzbourg. Le palais est construit à partir de 1606 à l'initiative du prince-archevêque Wolf Dietrich de Raitenau, initialement sous le nom de château de Altenau, comme résidence de sa maîtresse Salome Alt (en) et ses enfants. Après la destitution de l'archevêque en 1612, sa concubine est expulsée par son successeur Marcus Sitticus et le bâtiment est renommé d'après l'italien mirabile, qui signifie « admirable » ou « merveilleux ». Sous le règne du prince-archevêque Paris von Lodron, pendant la guerre de Trente Ans, à partir de 1619, le palais faisait partie intégrante des fortifications de la ville.
Reconstruit dans un style baroque à partir de 1710 par l'architecte Lukas von Hildebrandt, les jardins sont l'œuvre de Fischer von Erlach ; une de leurs parties les plus notables est le jardin des nains (de), dont les statues grotesques sont considérées comme précurseurs de nains de jardins. Les jardins ont été remaniés par Anton Danreiter vers 1730. Le château Mirabell continue à abriter les princes-archevêques de Salzbourg jusqu'au recès d'Empire de 1803. En 1809, le palais passe, pour quelques années, dans le domaine bavarois des Wittelsbach et le futur Othon Ier de Grèce y voit le jour en 1815. En 1888, la princesse Mathilde de Hohenlohe-Öhringen s'y éteint.
Deux statues de Josef Thorak (1889-1952) y sont conservées.